# Die MittelstandsPartei – Die bürgerliche Mitte
Die MittelstandsPartei – Die bürgerliche Mitte (Kurzbezeichnung: DMP) war eine im Mai 1997 vom ehemaligen CDU-Mitglied Hans-Peter Hengstler gegründete deutsche Kleinpartei, die vor allem in Nordrhein-Westfalen aktiv war.
Die DMP nahm 1998 an der Landtagswahl in Sachsen-Anhalt teil und erreichte dort 0,3 % der Stimmen. 2000 trat sie bei der Landtagswahl in Nordrhein-Westfalen an und erzielte 0,1 %.
Hauptziel der Partei war es, den Mittelstand zu stärken, um neue Arbeitsplätze zu schaffen.
Unter ihrem Bundesvorsitzenden Michael Heinl löste sich die DMP im März 2002 zu Gunsten der Partei Rechtsstaatlicher Offensive („Schill-Partei“) auf. Der Landesverband NRW wurde unter dem Vorsitz von Dieter Mückenberger in die Schill-Partei überführt. Der stellvertretende Bundesvorsitzende der DMP, Wolfgang Jabbusch aus Oldenburg, war 2007 bis zu deren Auflösung letzter Bundesvorsitzender der Schill-Partei.